# Pomaderris ligustrina
Pomaderris ligustrina är en brakvedsväxtart. Pomaderris ligustrina ingår i släktet Pomaderris och familjen brakvedsväxter.

## Underarter
Arten delas in i följande underarter:
- P. l. latifolia
- P. l. ligustrina